# Les Cloches de Nagasaki (film)
Pour les articles homonymes, voir Les Cloches de Nagasaki.
Pour plus de détails, voir Fiche technique et Distribution.
Les Cloches de Nagasaki (長崎の鐘, Nagasaki no kane) est un film dramatique japonais réalisé par Hideo Ōba et sorti en 1950.
Le scénario du film est inspiré de l'expérience vécue par Takashi Nagai lors du bombardement atomique de Nagasaki qu'il relate dans son livre Les Cloches de Nagasaki, paru en 1949.

## Fiche technique
- Titre : Les Cloches de Nagasaki
- Titre original : 長崎の鐘 (Nagasaki no kane?)
- Réalisateur : Hideo Ōba
- Scénario : Kaneto Shindō, Sekiro Mitsubata et Sugako Hashida d'après le livre Les Cloches de Nagasaki de Takashi Nagai
- Photographie : Toshio Ubukata
- Société de production : Shōchiku
- Musique : Yūji Koseki
- Pays d'origine :  Japon
- Langue : japonais
- Genre : Drame ; biographie
- Durée : 94 minutes
- Date de sortie :  Japon : 22 septembre 1950

## Distribution
- Masao Wakahara : Takashi Nagai
- Yumeji Tsukioka : Midori Nagai
- Keiko Tsushima : Sachiko Yamada
- Osamu Takizawa : professeur Asakura
- Kōji Mitsui : Yamashita